# Hänsel Textil
Die Hänsel Textil GmbH, ehemals Tuchfabrik Oswald Hänsel, war von 1908 bis 2015 ein deutsches Unternehmen der Textilindustrie, zuletzt mit Sitz in Iserlohn.

## Geschichte

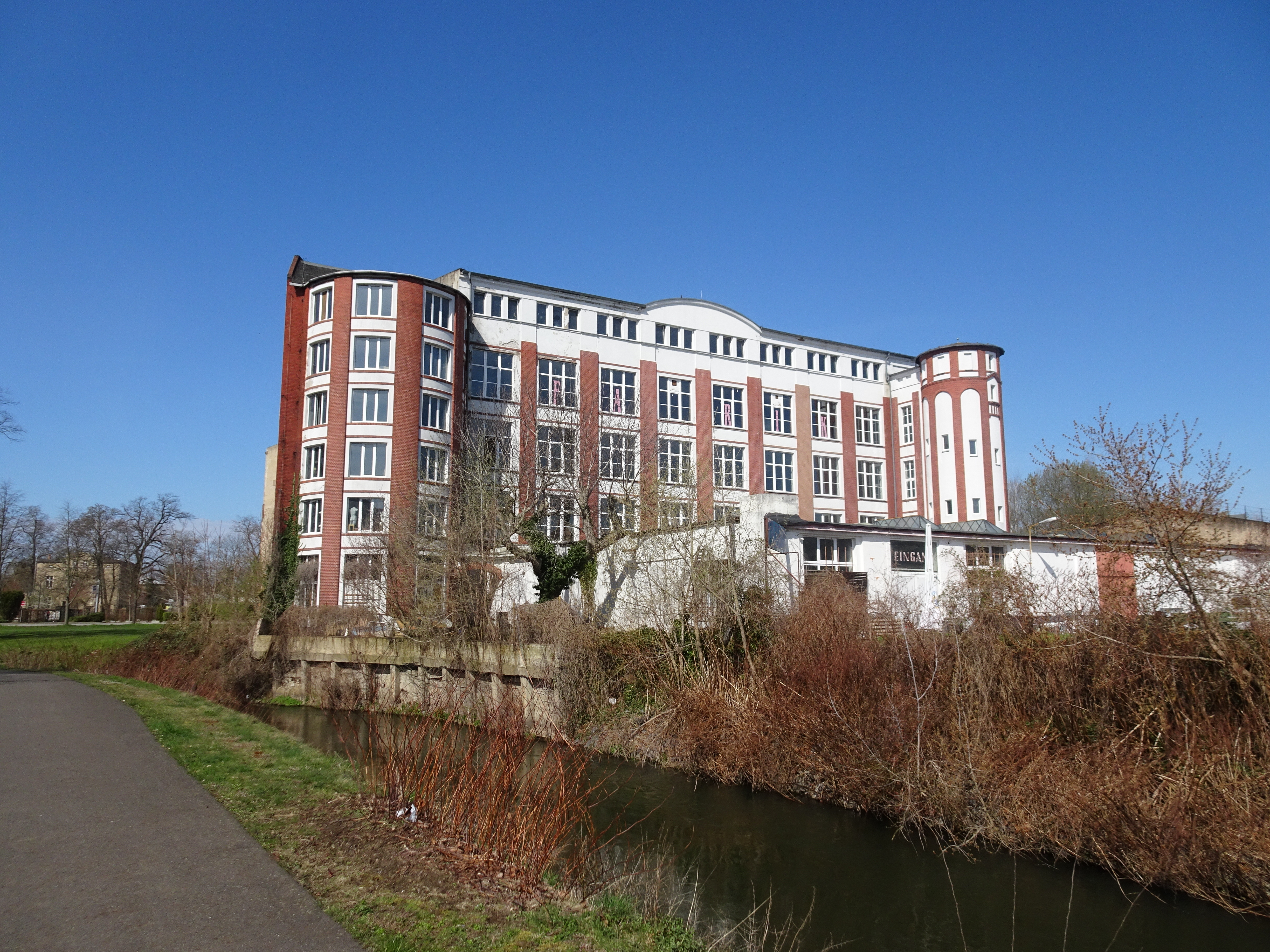
Ehemaliges Hänsel-Fabrikgebäude in Forst, 2021

Bruno Henschke (1879–1950) gründete 1908 in Forst in der Lausitz die Tuchfabrik Oswald Hänsel, sie wurde Teil der dort erfolgreichen Tuchindustrie. Grundlage war ein neues, von Oswald Hänsel entwickeltes Verfahren um Rosshaare zu einem für die Weberei geeigneten Faden zu verzwirnen. Das unter der Bezeichnung „Hänsel-Rosshaar“ bekannte Produkt wurde insbesondere als Einlagenstoff für Konfektionswaren, z. B. für Hemdkragen, verwandt und gehörte damit zeitweise zu den Marktführern in Deutschland. Das Unternehmen hatte 1909 26 Beschäftigte. Bereits 1911 produzierte es 1,2 Millionen Meter Textilien. Im selben Jahr vernichtete ein Feuer die Produktionsanlagen. Das Werk wurde wieder aufgebaut und produzierte 1913 1,8 Millionen Meter Stoff.
Zur Absatzsteigerung wurde ab 1927 eine Werbezeitung mit dem Titel Hänsel-Echo herausgegeben, das wie eine Modezeitschrift Schnittmuster und aktuelle Informationen enthielt. Diese wurde in einer Auflage von 120.000 Exemplaren deutschlandweit an Schneider verteilt.

1930 fusionierte die in Steißlingen ansässige Haargarnspinnerei AG mit der oHG Hänsel & Co. und firmierte um in die Hänsel & Co. AG. Alleinaktionäre waren die Vorstandsmitglieder Bruno Henschke und Carl Ersel. Im Jahr 1939 waren die Hänselwerke einer der größten Produzenten von Zwirn- und Haareinlagenstoff im Deutschen Reich. Die Produktion deckte etwa die Hälfte des Gesamtbedarfs ab. In dieser Zeit beschäftigte man über 2000 Arbeitskräfte. 1944 wurde das Unternehmen noch als Kriegsmusterbetrieb ausgezeichnet. Nach dem Krieg litt das Unternehmen unter Demontagen und Enteignungen. Im Jahr 1948 wurden die „Hänselwerk Vereinigung volkseigener Betriebe“ gegründet. Große Bedeutung erlangten die Produkte in der entstehenden DDR jedoch nicht. 

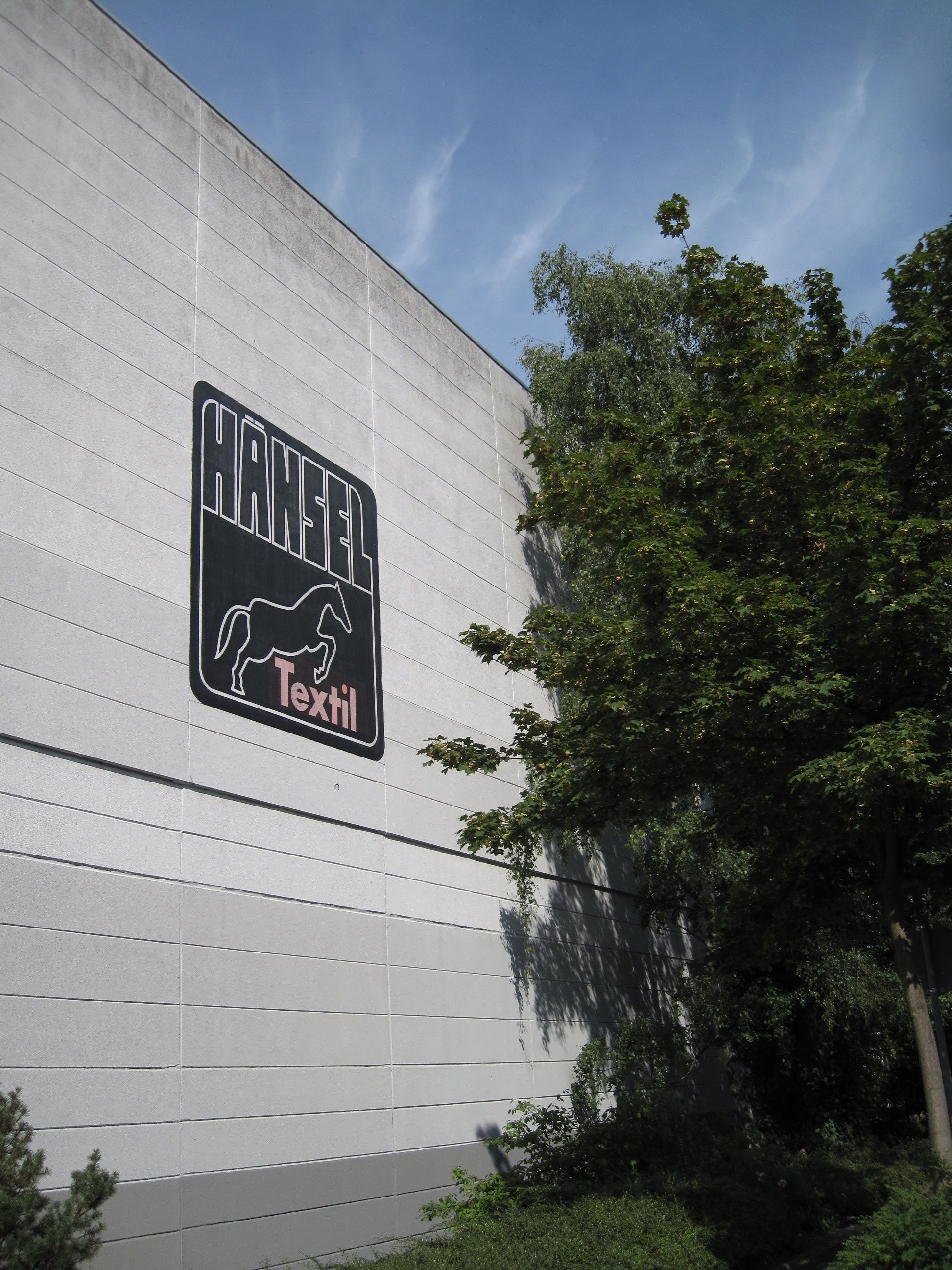
Logo an der Fabrikfassade in Iserlohn, 2009

Bruno Henschke war bereits 1945 nach Hamburg gegangen und versuchte den Betrieb in den Westzonen wieder aufzubauen. In Iserlohn fand er schließlich einen Produktionsstandort. Erst in bestehenden Fabriken und ab 1948 in einem Neubau, seit 1949 mit einem weiteren Betrieb in Kirn nahm die Firma Hänsel ihren Betrieb wieder auf. Auch nach dem Krieg wurde das Hänsel-Echo wieder versendet. Im Jahr 1949 hatte Hänsel 150 Beschäftigte. Viele davon waren Flüchtlinge aus den ehemals ostdeutschen Gebieten und der DDR. Im Jahr 1963 kam ein Werk in Österreich hinzu. 1950 übernahm Otto Rothe die Geschäftsführung, 1966 folgte ihm Helmut Rother. Im Jahr 1962 wurden acht Millionen Meter Textilien produziert. Technisch wurden die Verfahren weiterentwickelt.
Als Folge von veränderten Marktbedingungen wurde die Belegschaft 1971 auf 121 Mitarbeiter stark reduziert, Otto Schaeffer (1925–2010) wurde neuer Geschäftsführer. Die überkommene Haargarnspinnerei wurde zu Gunsten anderer Textilprodukte aufgegeben. Die Produktionshalle in Iserlohn wurde 1986 durch Schneemassen auf dem Dach zerstört, später aber wieder aufgebaut. Im Jahr 1991 ging der Betrieb an die Finanzholding der Kufner-Gruppe über. Im selben Jahr übernahm Wolfgang Schulte die Geschäftsführung.
Am 2. Oktober 2009 ordnete das Amtsgericht Hagen ein Insolvenzeröffnungsverfahren über das Vermögen der Gesellschaft an und bestellte einen vorläufigen Insolvenzverwalter. Zuvor war bereits die Kufner-Gruppe insolvent gegangen. Das Insolvenzverfahren wurde am 31. Dezember 2009 eröffnet und am 28. Februar 2011 wieder aufgehoben, neuer Geschäftsführer war Rudolf Loewen.
2014 kündigte das Iserlohner Unternehmen Umstrukturierung an, im Rahmen derer die Bekleidungssparte in Iserlohn veräußert wurde, stattdessen war mit der neu gegründeten Hänsel-Tec GmbH ein Fokus auf technische Textilien geplant. Die Geschäftsgruppe Freudenberg Vliesstoffe übernahm die Marke Hänsel für Einlagestoffe. Zum 31. Dezember 2015 stellte Hänsel wegen sinkender Umsätze seinen Geschäftsbetrieb in Iserlohn ein. 2019 und 2020 wurden die Fabrikgebäude in Iserlohn abgerissen, an ihrer Stelle wird ein Wohngebiet gebaut.